# Johann Christoph Unzer

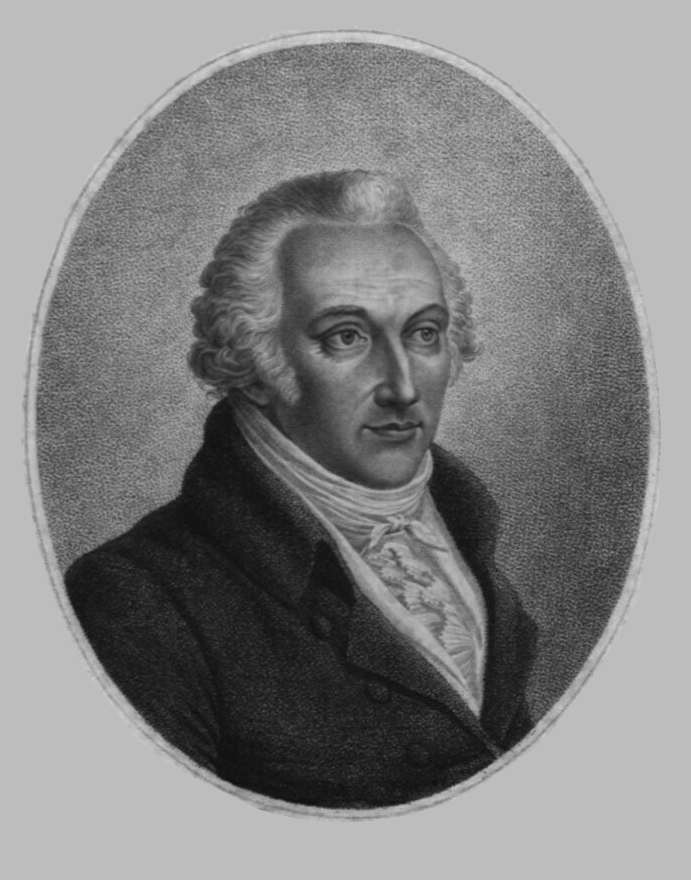
Johann Christoph Unzer

Johann Christoph Unzer (* 17. Mai 1747 in Wernigerode; † 20. August 1809 in Göttingen) war ein deutscher Arzt, Pädagoge, Journalist und Dichter.

## Leben und Wirken als Arzt
Der als ältester Sohn eines gleichnamigen Hofrats in Wernigerode geborene Unzer besuchte in seiner Geburtsstadt eine Lateinschule und ab 1764 gemeinsam mit seinem Bruder Ludwig August die Klosterschule Ilfeld. Hier erhielt er Unterricht von dem nicht wesentlich älteren Jakob Mauvillon, der ihn mit seinem freigeistlichen Denken nachhaltig beeinflusste. Da er gegen die geltenden Regeln verstieß, endete die Schulzeit am 31. August 1767 mit einem Schulverweis. Mit Hilfe eines gräflichen Stipendiums konnte er dennoch im selben Jahr ein Studium der Arzneiwissenschaften an der Universität Göttingen aufnehmen, das er vier Jahre später mit der Promotion abschloss. Anschließend zog er nach Altona zu seinem bekannten Onkel Johann August Unzer. Johann Christoph Unzer praktizierte hier als geschätzter Arzt, der sich der Geburtshilfe widmete.
1775 beschrieb Unzer einen „mit dem künstlichen Magneten angestellten medizinischen Versuch“. Er gehörte somit zu den ersten Medizinern, die auf dem Gebiet des Mesmerismus arbeiteten. Später distanzierte er sich von dieser fragwürdigen Heilmethode. Von 1773 bis 1779 übernahm Unzer die Redaktion des Neuen Gelehrten Medicus, der u. a. die Schriften des Sturm und Drang unterstützte.
Johann Christoph Unzer lehrte von 1775 bis 1791 Naturlehre und Naturgeschichte am Christianeum. Von 1789 bis 1801 arbeitete er als Stadtphysikus in Altona. Er verstarb in Göttingen während der Reise zu einer Kur, die er in Karlsbad verbringen wollte.

## Werke
Unzer begeisterte sich für das Theater und war Theaterdirektor Friedrich Ludwig Schröder und dem Theaterfreund Caspar Voght eng verbunden. Er verfasste mehrere Theaterreden, darunter eine Fassung des Schauspiels Der Hofmeister von Jakob Michael Reinhold Lenz. Das Trauerspiel Diego und Leonore von 1775 kam drei Jahre später erstmals zur Aufführung. Da sich ein Gesandter des Kaisers über darin enthaltene Kritik der katholischen Geistlichkeit beschwerte, durfte Diego und Isolde nach der Uraufführung einige Zeit nicht gespielt werden. Später war das Stück oft zu sehen und brachte Unzer literarische Anerkennung ein, so auch in der Zeit von 1796 von 1802, in der Unzer Kontakte zum Altonaer Nationaltheater unterhielt. Das Stück erschien 1782 in holländischer und französischer Übersetzung.
Unzer bewunderte Gotthold Ephraim Lessing und engagierte sich für einen toleranten Umgang mit Juden. Er signierte 1782 die Anmerkungen zu der Schrift des Herrn Dohm über die bürgerliche Verfassung der Juden, die von seinem Freund Moses Wessely stammten. Sein Onkel Johann August Unzer empfahl ihn als Autor für die Allgemeine deutsche Bibliothek. Darüber hinaus wirkte Unzer an weiteren Periodika mit. Außerdem schrieb er 1782 den Roman Geschichte der Brüder des grünens Bundes, in dem er in mehreren Briefen Erinnerungen an die Zeit der Jugend und des Studiums schilderte.
Unzer, der 1789 vom Journalisten Johann Hermann Stoever als „Mann in den besten Jahren, schön gebauet, und ein sentimentalischer und witziger Kopf“ beschrieben wurde, galt als sehr kontaktfreudig. Freunde wie der Dichter Friedrich Gottlieb Klopstock luden ihn daher in den 1770er und 1780er Jahren gerne zu Festlichkeiten ein. Am 14. Juli 1790 feierte er gemeinsam mit seinem Freund aus Jugendtagen, Adolph Freiherr von Knigge, sowie einem Kreis um Georg Heinrich Sieveking und Johann Albert Heinrich Reimarus den ersten Jahrestag des Sturms auf die Bastille. In der Folgezeit verfolgte Unzer aktiv die Ideale der Französischen Revolution und war die führende Person der Jakobiner in Hamburg und Altona. 1798 vertrat er deren Ideen gemeinsam mit seinem Freund Heymann Salomon Pappenheimer in Holstein.

## Familie
Johann Christoph Unzer war seit 1778 mit der Schauspielerin Dorothea Ackermann, einer Tochter von Sophie Charlotte Ackermann und Konrad Ernst Ackermann, verheiratet. Sie spielte die Heldinnenrolle in Diego und Leonore und war mitverantwortlich für den Erfolg des Stückes ihres Ehemanns. Die Ehe der beiden verlief nicht glücklich. Nachdem sich der französische Agent Charles Marné, der in Unzers Haus zu Gast war, Dorothea Unzer angenähert hatte, kam es nach einem schwierigen Scheidungsprozess zur Trennung.
Johann Christoph Unzer heiratete in zweiter Ehe 1807 die verwitwete französische Emigrantin Jeanne Lefebvre-Millot.

## Ehrung
Seit 1867 ist die Unzerstraße in Altona nach Johann Christoph Unzer benannt.